# Salamander Deluxe Pack Plus
Salamander Deluxe Pack Plus es un pack de 3 videojuegos de Konami pertenecientes a la saga Salamander, un spin-off de la serie Gradius. Este recopilatorio se publicó en 1997 para Sega Saturn y PlayStation, solo en Japón.
Salamander Deluxe Pack Plus contiene los siguientes videojuegos:
- Salamander, versión arcade.
- Life Force, versión arcade.
- Salamander 2, versión arcade.